# Agraulis incarnata
Agraulis incarnata är en fjärilsart som beskrevs av Riley 1926. Agraulis incarnata ingår i släktet Agraulis och familjen praktfjärilar. Inga underarter finns listade i Catalogue of Life.